# Recalque

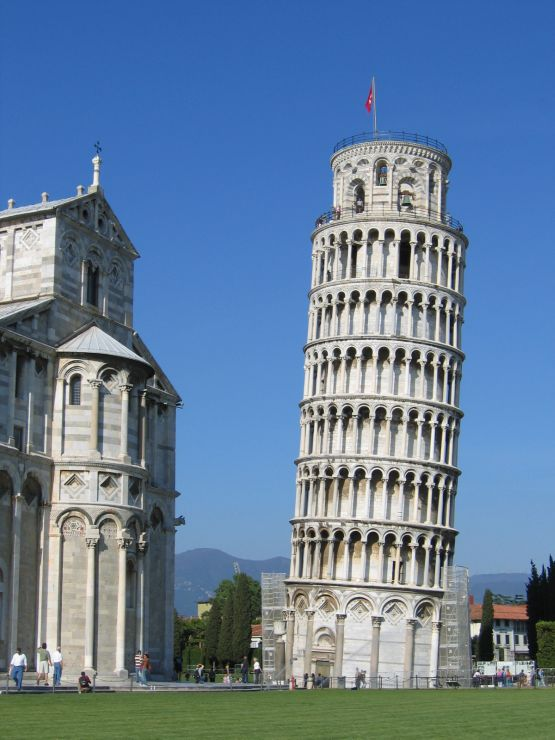
Torre de Pisa.

Em arquitetura e engenharia civil, recalque (português brasileiro) ou assentamento (português europeu) é o rebaixamento de uma edificação devido ao adensamento do solo sob sua fundação. O recalque é a principal causa de trincas e rachaduras em edificações, principalmente quando ocorre de maneira diferencial, ou seja, uma parte da obra rebaixa mais que outra, gerando esforços estruturais não previstos e podendo até levar a obra à ruína.
A Torre de Pisa é um exemplo típico de recalque diferencial, a qual permanece de pé devido às constantes intervenções de especialistas em geotecnia, visando o reforço do solo em sua base. Outro exemplo bastante citado no Brasil são os prédios na orla da cidade de Santos.